# Pellaea notabilis
Pellaea notabilis är en kantbräkenväxtart som beskrevs av William Ralph Maxon. Pellaea notabilis ingår i släktet Pellaea och familjen Pteridaceae. Inga underarter finns listade.